# Merikortteli
Merikortteli est un bâtiment du quartier de Punavuori à Helsinki en Finlande,.

## Présentation
Merikortteli est un ancien bâtiment d'usine construit pour l'entreprise Suomen Kaapelitehdas (fi) dans le quartier Punavuori, à plus d'un kilomètre au sud-ouest du centre-ville d'Helsinki. 
Le bâtiment occupe tout l'ilot urbain compris entre Telakkakatu, Merimiehenkatu, Perämiehenkatu et Pursimiehenkatu.
L'édifice abrite un ensemble d'entreprises diverses, du torréfacteur de café et restaurants  aux agences de publicité.

## Transports
Le terminus sud de la ligne 1 du tramway d'Helsinki se situe sur Pursimiehenkatu, entre Mestaritalo et Merikortteli. 
Arrivés au terminus et y tournant, les rames opèrent un retournement complet autour de  Mestaritalo.

## Galerie

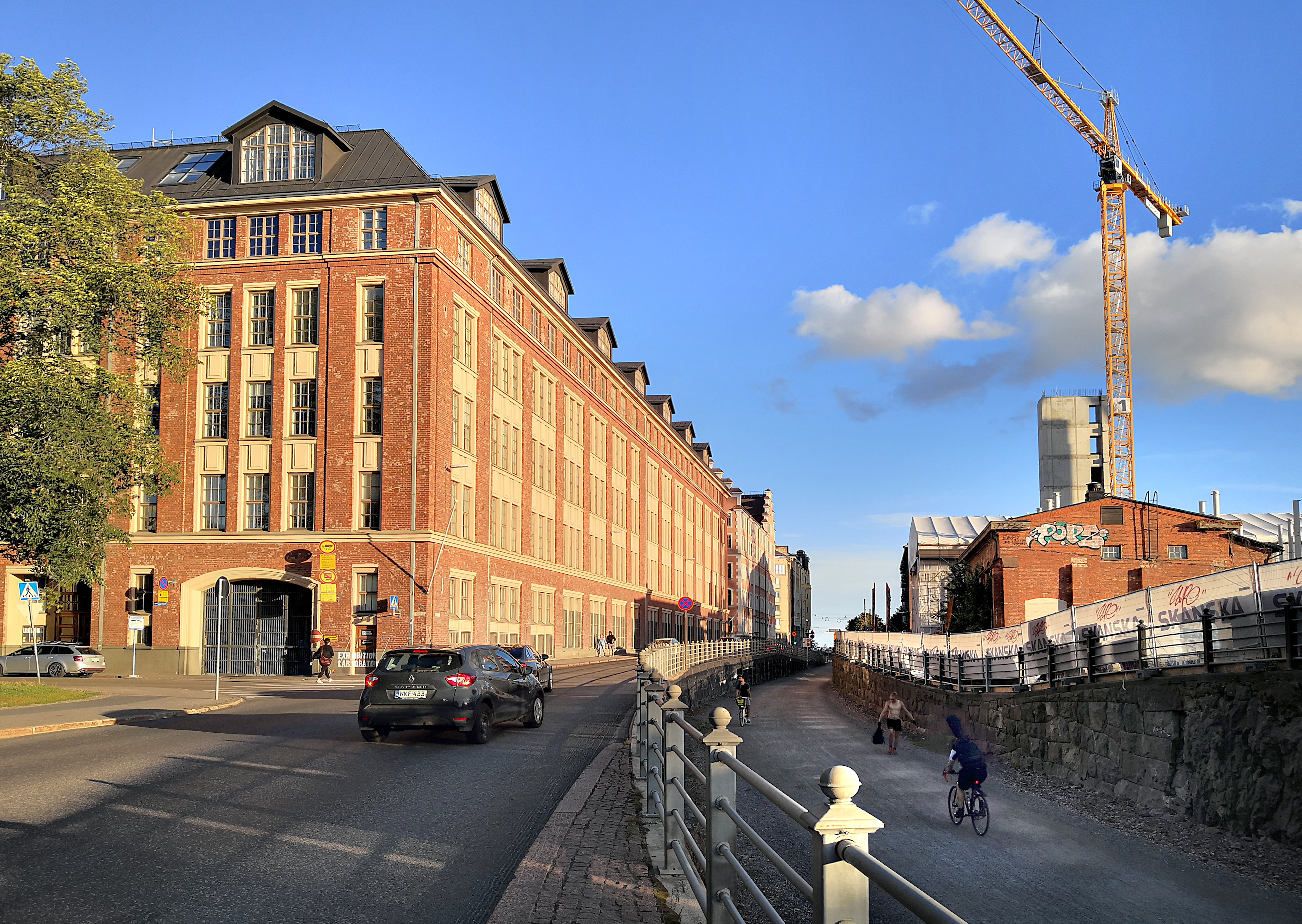
Merikortteli.